# تپه رزلانسر
تپه رزلانسر مربوط به دوره اشکانیان است و در شهرستان کرمانشاه، بخش مرکزی، دهستان پشت دربند، جنوب غربی روستای رزلانسر واقع شده و این اثر در تاریخ ۱۵ دی ۱۳۸۷ با شمارهٔ ثبت ۲۴۱۳۵ به‌عنوان یکی از آثار ملی ایران به ثبت رسیده است.